# Quem Bate
Quem Bate é uma telenovela brasileira produzida e exibida pela RecordTV, entre 20 de setembro a 3 de dezembro de 1965, às 19h, em 55 capítulos, substituindo Ceará contra 007 e Mãos ao Ar. Foi escrita por Marcos César e dirigida por Nilton Travesso. Uma sátira ao seriado estadunidense Combat!, continuou sequência de sucesso de novelas de comédia.

## Enredo
Narra as aventuras no batalhão Quem Bate, comandado pelo tenente Ítalo e pelo sargento Vick, que estão em um treinamento na selva em disputa com outros batalhões, cujo quem chegar primeiro ganhará.

## Elenco
| Ator/Atriz                | Personagem     |
| ------------------------- | -------------- |
| Otello Zeloni             | Tenente Ítalo  |
| Renato Corte Real         | Sargento Vick  |
| Carmem Verônica           | Lolita         |
| Carlos Alberto de Nóbrega | Doc            |
| Roni Rios                 | Americanópolis |
| Viana Júnior              | Padilha        |
| Durval de Souza           | Tonico         |
| Elton Seyssel             | Zazá           |
| Valery Martins            | Lucila         |
| Sônia Müller              | Gabriela       |